# 福福
福福（1997年至2015年）是泰国国王玛哈·哇集拉隆功在王儲時期飼養的贵宾犬宠物。
2009年，福福因太子妃西拉米·苏瓦迪相关影片而得到关注。数月后，据美国驻泰国大使称，福福被正式晋升为泰国皇家空军空军大元帅。福福2015年死亡，在为期四天的國定佛教葬礼后火化下葬。
因該犬所具有的官方軍人身份，故曾有人因批評此狗被判刑。牠也有訂製的軍服與服役身份。